# Haemorhous
A Haemorhous a madarak osztályának verébalakúak (Passeriformes) rendjébe a pintyfélék (Fringillidae) családjába és a kúpcsőrűek (Carduelinae) alcsaládjába tartozó nem.
A nem három faja korábban az óvilági elterjedésű Carpodacus nembe tartozott, de a legújabban lezajló molekuláris biológiai vizsgálat szerint azoknak nem közeli rokonaik így különálló nembe sorolásuk indokolt.

## Rendszerezésük
A nemet William John Swainson angol ornitológus írta le 1837-ben, az alábbi fajok tartoznak ide:
- bíborpirók (Haemorhous purpureus)
- Cassin-pirók (Haemorhous cassinii)
- házi pirók (Haemorhous mexicanus)

## Előfordulásuk
Kanadában, az Amerikai Egyesült Államokban és Mexikóban honosak. Természetes élőhelyeik a tűlevelű erdők, lombhullató erdők és cserjések, valamint ültetvények, szántóföldek, vidéki kertek és városi régiók. Vonuló fajok.

## Megjelenésük
Testhosszuk 15-17 centiméter körüli. A hímek tollazata tartalmaz vörös színt, a tojóké inkább barnás.